# Vetlanda BK
Vetlanda BK is een bandyclub uit Vetlanda in Zweden. De club werd opgericht in 1945. De club werd Zweeds kampioen geweest in 1986, 1991 en 1992.